# Ryan Curran
Ryan Curran (* 13. Oktober 1993 in Derry) ist ein nordirischer Fußballspieler, der für Cliftonville in der NIFL Premiership spielt.

## Karriere
Curran begann seine Profikarriere bei Derry City, wo er elf Spiele absolvierte, bevor er im August 2012 an Finn Harps ausgeliehen wurde. Er machte nur zwei Spiele für Harps, bevor er im selben Monat nach Derry City zurückkehrte.
Nach seiner Rückkehr von einer Leihe bei Finn Harps bestritt Curran 72 Spiele für Derry City und erzielte dabei fünf Tore. Er war Teil des Kaders, der 2012 den FAI Cup gewann, bevor er 2015 zu Finn Harps zurückkehrte.
Curran unterschrieb 2015 für den damals neu aufgestiegenen Verein Finn Harps aus der League Of Ireland. Harps belegte den 10. Platz in der Tabelle, und Curran wechselte im Januar 2017 zum damaligen NIFL Premiership-Team Ballinamallard United.
In seiner ersten Saison bei Ballinamallard hatte Curran 10 Einsätze und erzielte dabei zwei Tore. Während seiner frühen Karriere litt er unter einer hartnäckigen Knöchelverletzung, die ihn zu Beginn seiner Zeit bei Ballinamallard beeinträchtigte. Im März 2017 spielte er seine ersten vollen 90 Minuten für Ballinamallard in einem Match gegen Ards. Curran erzielte in der Saison 2017/18 16 Tore für Ballinamallard, bevor sie am letzten Spieltag abstiegen. Er verließ Ballinamallard im Mai 2018 in Richtung Cliftonville.
Cliftonville gab die Verpflichtung von Ryan Curran am 4. Mai 2018 bekannt. Er gab sein Debüt in einem Qualifikationsspiel zur Europa League gegen den dänischen Superliga-Klub FC Nordsjaelland im Juli 2018. In Currans erster Saison mit den Reds gewann er die Ehrung Cliftonville-Spieler des Jahres. Im Januar 2020 erzielte Curran bei dem Finale des County Antrim Shield gegen Ballymena ein Last-Minute-Tor und gewann seine erste Trophäe mit dem Verein.